# Kari Kimmel
Kari Meredith Kimmel (Boca Ratón, Estados Unidos) es una cantautora estadounidense. Su repertorio musical tiene influencias de pop rock, country y R&B.
La mayoría de sus canciones han sido utilizadas para banda sonora de películas y series televisivas.

## Biografía
Kimmel nació en Boca Ratón, Florida. Su primera actuación en público fue a los 12 años y al año siguiente compuso su primer sencillo. Más tarde se mudaría a Los Ángeles para comenzar su andadura en la industria cinematográfica.
Muchas de sus canciones han sonado en varias películas y series como The Walking Dead, Shall We Dance?, The Hills, White Chicks, Greek, The Gilmore Girls, 10 Things I Hate About You, WALL·E, Nights In Rodanthe, The Young and the Restless, Ella Enchanted, Grey's Anatomy, Dreamgirls, The Bold & The Beautiful, Private Practice, Life Unexpected, Pretty Little Liars, Burn Notice y The Fosters aparte de realizar varios cameos.
Llegó a aparecer en el Top 50 de artistas de VH1.com y actuó en varios programas como The Adam Corolla Show, The Danny Bonaduce Show y en The Conway & Whitman Show aparte de actuar en directo en partidos de Los Angeles Dodgers y Lakers y en un concierto benéfico organizado por el Príncipe Eduardo de Gales y Greek Theater para recaudar fondos en la lucha contra el sida.
En 2011 grabó el tema principal del remake de la película Footloose junto con Blake Shelton.
Su discografía cuenta con cuatro álbumes: A Life in the Day, Pink Ballon, Out of Focus y Go
En 2013 su canción aparece en el tema principal de The Fosters una serie de  ABC Family.

## Discografía

### Álbumes de estudio
- A Life in the Day (2006)
- Out Of Focus (2010)
- From the Vault (2011)
- Go (2011)

### EP
- Pink Balloon (2008)